# أنخول (مدينة)
أنخول (بالإسبانية: Angol) هي بلدية تقع في تشيلي في Malleco Province. يقدر عدد سكانها بـ 50,804 نسمة ومساحتها 1,194.4 كم2 وترتفع عن سطح البحر 65 متر.

## توأمة
لأنخول (مدينة) اتفاقيات توأمة مع:
- فينيولا

## أعلام
- جوني هيريرا
- سيرجيو فيلالوبوس
- أنطونيو أسيفيدو هرنانديز